# Dysdera bernardi
Dysdera bernardi este o specie de păianjeni din genul Dysdera, familia Dysderidae, descrisă de Denis, 1966.
Este endemică în Libya. Conform Catalogue of Life specia Dysdera bernardi nu are subspecii cunoscute.